# Jiří Patera (lední hokejista)
Jiří Patera (* 24. února 1999 Praha) je český profesionální hokejový brankář. Od sezóny 2024/25 působí ve Abbotsford Canucks, hrající v American Hockey League.

## Hráčská kariéra
Patera začal svou kariéru v týmu HC Slavia Praha. Později hrál v juniorce týmu HC Motor České Budějovice. Ve vstupním draftu NHL 2017 si ho vybral tehdy expandující tým Vegas Golden Knights.
V sezóně 2017/2018 hrál za tým Cedar Rapids RoughRiders v United States Hockey League (USHL). Poté v sezóně 2018/2019 se připojil ve Western Hockey League (WHL) k týmu Brandon Wheat Kings.
30. června 2020 podepsal svůj tříletý vstupní kontrakt s Vegas Golden Knights. Sezóny 2019/⁠2020 v National Hockey League (NHL) i American Hockey League (AHL) byly kvůli pandemii covidu-19 opožděny, proto byl Patera na chvíli zapůjčen do Extraligy do týmu HC Motor České Budějovice. Později se připojil v American Hockey League (AHL) k týmu Henderson Silver Knights.
1. července 2024 se Patera dohodl na dvouleté dvoucestné smlouvě s týmem Vancouver Canucks. Po příchodu do Canucks klub později prodloužil s lotyšským brankářem Artursem Silovsem, který plnil roli třetího brankáře v předešlé sezoně. Jednička v bráně zůstává Thatcher Demko, pozici druhého brankáře zaplnil finský brankář Kevin Lankinen, který přišel z Nashville Predators. Po přetlaku brankářů v klubu byl Patera umístěn na listinu nechráněných hráčů. Z listiny nechráněných hráčů si jej stáhl Boston Bruins, který řešil problém se smlouvou s jedničkou Jeremym Swaymanem. 6. října 2024 se Jeremy Swayman dohodl na smlouvě s Bostonem, o den později byl Patera opět zařazen na listinu nechráněných hráčů. Stejně jak z Bostonu byl z listiny nechráněných hráču stáhnut zpátky do Vancouveru Canucks, který s ním počítá roli brankáře na jejich farmě v Abbotsford Canucks.

## Reprezentační kariéra
Patera byl jmenován na soupisku českého týmu do 18 let turnaje Memoriál Ivana Hlinky 2016, ovšem do žádného zápasu nenaskočil.
V roce 2017 byl jmenován na soupisku českého týmu na Mistrovství světa do 18 let. Zde odchytal 3 duely.
V roce 2019 byl na nominaci českého týmu na Mistrovství světa juniorů 2019, kde chytal v zápase proti Kanadě.

## Ocenění a úspěchy
- 2015 ČHL-16 – Nejvyšší úspěšnost zákroků
- 2017 ČHL-20 – Nejvyšší úspěšnost zákroků
- 2017 ČHL-20 – Nejvyšší úspěšnost zákroků v playoff
- 2020 WHL – Východní první All-Star Tým

## Prvenství

### ČHL
- Debut - 29. září 2020 (HC Škoda Plzeň proti Madeta Motor České Budějovice)
- První inkasovaný gól - 29. září 2020 (HC Škoda Plzeň proti Madeta Motor České Budějovice, českým obráncem Matějem Stříteským)
- První čisté konto - 20. listopadu 2020 (HC Vítkovice Ridera proti Madeta Motor České Budějovice)

### NHL
- Debut - 12. března 2023 (St. Louis Blues proti Vegas Golden Knights)
- První inkasovaný gól - 12. března 2023 (St. Louis Blues proti Vegas Golden Knights, českým útočníkem Jakubem Vránou)

## Klubová statistika

### Základní části
| Sezona       | Tým                           | Liga         | Z  | V  | P  | Pvp | MIN  | OG  | ČK | POG  | %ChS |
| ------------ | ----------------------------- | ------------ | -- | -- | -- | --- | ---- | --- | -- | ---- | ---- |
| 2017–18      | Cedar Rapids RoughRiders      | USHL         | 34 | 13 | 13 | 6   | 1906 | 103 | 1  | 3.24 | .901 |
| 2018–19      | Brandon Wheat Kings           | WHL          | 48 | 22 | 20 | 5   | 2774 | 153 | 1  | 3.31 | .906 |
| 2019–20      | Brandon Wheat Kings           | WHL          | 41 | 24 | 12 | 4   | 2449 | 104 | 5  | 2.55 | .921 |
| 2020–21      | Madeta Motor České Budějovice | ČHL          | 15 | 2  | 12 | 0   | 759  | 45  | 1  | 3.56 | .887 |
| 2020–21      | Henderson Silver Knights      | AHL          | 7  | 2  | 4  | 0   | 322  | 19  | 0  | 3.54 | .888 |
| 2021–22      | Fort Wayne Komets             | ECHL         | 15 | 7  | 5  | 3   | 908  | 42  | 1  | 2.77 | .906 |
| 2021–22      | Henderson Silver Knights      | AHL          | 22 | 10 | 11 | 1   | 1306 | 60  | 1  | 2.76 | .910 |
| 2022–23      | Henderson Silver Knights      | AHL          | 31 | 14 | 15 | 1   | 1782 | 85  | 0  | 2.86 | .911 |
| 2022–23      | Vegas Golden Knights          | NHL          | 2  | 2  | 0  | 0   | 120  | 5   | 0  | 2.50 | .929 |
| 2023–24      | Henderson Silver Knights      | AHL          | 25 | 11 | 10 | 4   | 1463 | 73  | 0  | 2.99 | .903 |
| 2023–24      | Vegas Golden Knights          | NHL          | 6  | 1  | 3  | 1   | 317  | 21  | 0  | 3.98 | .893 |
| Celkem v ČHL | Celkem v ČHL                  | Celkem v ČHL | 15 | 2  | 12 | 0   | 749  | 45  | 1  | 3.56 | .887 |
| Celkem v NHL | Celkem v NHL                  | Celkem v NHL | 8  | 3  | 3  | 1   | 437  | 26  | 0  | 3.57 | .902 |

### Play-off
| Sezona       | Tým                      | Liga         | Z | V | P | MIN | OG | ČK | POG  | %ChS |
| ------------ | ------------------------ | ------------ | - | - | - | --- | -- | -- | ---- | ---- |
| 2021–22      | Henderson Silver Knights | AHL          | 2 | 0 | 2 | 116 | 7  | 0  | 3.63 | .900 |
| Celkem v AHL | Celkem v AHL             | Celkem v AHL | 2 | 0 | 2 | 116 | 7  | 0  | 3.63 | .900 |

### Reprezentace
| Rok                    | Tým                    | Soutěž                 | Z                | V                | P                | R                | MIN              | OG               | ČK               | POG              | %ChS             |
| ---------------------- | ---------------------- | ---------------------- | ---------------- | ---------------- | ---------------- | ---------------- | ---------------- | ---------------- | ---------------- | ---------------- | ---------------- |
| 2016                   | Česko 18               | MIH                    | Náhradní brankář | Náhradní brankář | Náhradní brankář | Náhradní brankář | Náhradní brankář | Náhradní brankář | Náhradní brankář | Náhradní brankář | Náhradní brankář |
| 2017                   | Česko 18               | MS-18                  | 3                | 0                | 2                | 0                | 142              | 8                | 0                | 3.40             | .871             |
| 2019                   | Česko 20               | MSJ                    | 1                | 0                | 1                | 0                | 40               | 4                | 0                | 6.00             | .800             |
| Juniorská reprezentace | Juniorská reprezentace | Juniorská reprezentace | 4                | 0                | 3                | 0                | 182              | 12               | 0                | 4.70             | .836             |